# 無塩素漂白パルプ
無塩素漂白パルプ（むえんそひょうはくパルプ）は、塩素を用いずに漂白したパルプ。環境負荷が少ないことから、エコパルプとも呼ばれる。

## 概要
白色度の高い紙を製造するためには、原料であるパルプを漂白する必要がある。無塩素漂白パルプは、漂白の工程中で塩素を漂白剤として用いないため、環境中への塩素化合物の排出が少なく、また完成した紙に塩素をほとんど含まない。このため塩素化合物やダイオキシン類などの有害な塩素化合物の発生を抑えることが可能となる。

## 種別
無塩素漂白パルプは、ECF (Elemental Chlorine Free) とTCF (Total Chlorine Free) の2つに分類される。
ECFは漂白に塩素そのものや次亜塩素酸ナトリウムは使わないが、二酸化塩素など塩素元素を含む仕上げ用漂白剤は使用するものであり、完成した紙には微量の塩素化合物が残る。
TCFはパルプ漂白に塩素や塩素元素の入った漂白剤を一切使用しないものであり、完成した紙には塩素化合物を含まない。
ECFもTCFも、塩素系漂白剤の代わりに、酸素やオゾン、過酸化水素などの酸素系漂白剤を多用する。
従来製法の塩素漂白に比べてオゾン生産用電気代などややコストが掛かるが、排水処理の負荷が軽減されるなど、現在では従来の塩素漂白とあまり変わらないコストになっている。ECFは、経済合理性や地球環境対策などから、21世紀にはすでにグローバルスタンダードとなり、塩素化合物の使用率を低めたパルプとして世界的に多く生産されるようになった。また、TCFはECFよりも製造コストが掛かるが、紙中に塩素化合物を含まない利点から、電気絶縁用コンデンサペーパーや電池隔膜などの特殊な利用が多い。
無塩素漂白は塩素を用いないことからパルプ繊維を過度に傷めないため、古紙再生のリサイクルパルプの漂白にも用いられている。

## 漂白と未漂白
漂白していない化学蒸解パルプはクラフトパルプ (Kraft Pulp, KP) といい、強い強度を持つ特徴から、穀物袋やセメント袋などの重袋（クラフト紙袋を参照）に使われ、未晒クラフトパルプ（未漂白クラフトパルプ）とも呼ばれる。
漂白した化学蒸解パルプは晒クラフトパルプ (Bleached Kraft Pulp, BKP) と呼ばれ、無塩素漂白パルプも漂白方法の違いで区別されているが、BKPの一種である。

## 黒液
化学蒸解パルプ製造過程で、セルロース繊維（パルプ）を取り出した後に残る液体を濃縮したものを黒液と呼び、化石燃料の代替エネルギーとして注目を集めている。